# Евклід Цакалотос
Евклід Цакалотос (грец. Ευκλείδης Τσακαλώτος; нар. 1960, Роттердам, Нідерланди) — грецький економіст і політик. Альтернативний міністр міжнародних економічних справ в уряді Алексіса Ципраса з січня 2015.

## Життєпис
Він вивчав політологію, філософію та економіку в Оксфордському університеті. Пізніше він отримав ступінь магістра в Університеті Сассекса і ступінь доктора у 1989 році в Оксфордському університеті.
З 1989 по 1990 р. він працював дослідником в Університеті Кента. Він викладав в Університеті Кента (жовтень 1990 — червень 1993) і Афінському університеті економіки та бізнесу (жовтень 1994 — вересень 2010). З 2010 року він є професором економіки в Афінському університеті. Його дружина — британський економіст Хізер Д. Гібсон.
На парламентських виборах у травні 2012 він був обраний членом парламенту Греції від Коаліції радикальних лівих (СІРІЗА); був переобраний у червні того ж року і у січні 2015.
Він входив до Виконавчого комітету POSDEP (Грецької федерації асоціацій викладачів вишів).
Він є членом Центрального комітету СІРІЗА.